# Daumants Dreiškens
Daumants Dreiškens (Gulbene, 28 maart 1984) is een Letse bobsleeër. Hij vertegenwoordigde driemaal zijn vaderland op de Olympische Winterspelen.

## Carrière
In 2006 kon Dreiškens zich een eerste keer plaatsen voor de Olympische Winterspelen. Samen met Jānis Miņins eindigde hij zesde in de tweemansbob. In de viermansbob behaalde op 20 januari 2008 een eerste overwinning in de wereldbeker. Samen Jānis Miņins (piloot), Melbārdis en Dambis behaalde hij de overwinning in Cesana Torinese. In dezelfde samenstelling behaalde het Letse viertal in 2009 een bronzen medaille op de wereldkampioenschappen bobsleeën 2009 in Lake Placid.
Op de Olympische Winterspelen 2010 in Vancouver eindigde Dreiškens aan de zijde van Edgars Maskalāns op de 8e plaats in de tweemansbob. Tijdens de Olympische Winterspelen van 2014 in Sotsji eindigde hij samen met Oskars Melbārdis als bronzen medaille in de tweemansbob, in de viermansbob sleepte hij samen met Oskars Melbārdis, Arvis Vilkaste en Jānis Strenga de gouden medaille in de wacht.
Ú
Op 20 december 2014 behaalde Dreiškens met Oskars Melbārdis een eerste overwinning in een wereldbekerwedstrijd voor de tweemansbob.

## Resultaten

### Olympische Winterspelen
| Jaar | Plaats    | Resultaten                     | Bemanning                              |
| ---- | --------- | ------------------------------ | -------------------------------------- |
| 2006 | Turijn    | 6e Tweemansbob 10e Viermansbob | Miņins Miņins, Rullis, Ozols           |
| 2010 | Vancouver | 8e Tweemansbob                 | Maskalāns                              |
| 2014 | Sotsji    | Tweemansbob · Viermansbob      | Melbārdis Vilkaste, Strenga, Melbārdis |

### Wereldkampioenschappen
| Jaar | Plaats       | Resultaten                     | Bemanning                             |
| ---- | ------------ | ------------------------------ | ------------------------------------- |
| 2007 | Sankt Moritz | 7e Viermansbob                 | Miņins, Podnieks, Rozitis             |
| 2008 | Altenberg    | 7e Tweemansbob 7e Viermansbob  | Miņins Miņins, Melbārdis, Dambis      |
| 2009 | Lake Placid  | Viermansbob                    | Miņins, Melbārdis, Dambis             |
| 2011 | Königssee    | 16e Tweemansbob 9e Viermansbob | Maskalāns Maskalāns, Zalims, Dambis   |
| 2012 | Lake Placid  | 8e Tweemansbob 6e Viermansbob  | Melbārdis Maskalāns, Zalims, Dambis   |
| 2013 | Sankt Moritz | 5e Tweemansbob 9e Viermansbob  | Melbārdis Maskalāns, Vilkaste, Dambis |

### Wereldbeker
Wereldbekerzeges
| Datum            | Plaats          | Onderdeel   | Bemanning                          |
| ---------------- | --------------- | ----------- | ---------------------------------- |
| 20 januari 2008  | Cesana Torinese | Viermansbob | Miņins (piloot), Melbārdis, Dambis |
| 27 januari 2008  | Sankt Moritz    | Viermansbob | Miņins (piloot), Melbārdis, Dambis |
| 7 februari 2009  | Whistler        | Viermansbob | Miņins (piloot), Melbārdis, Dambis |
| 19 februari 2013 | Sotsji          | Viermansbob | Melbārdis, Vilkaste, Dambis        |
| 12 januari 2014  | Sankt Moritz    | Viermansbob | Melbārdis, Vilkaste, Strenga       |
| 19 januari 2014  | Igls            | Viermansbob | Melbārdis, Vilkaste, Strenga       |
| 20 december 2014 | Calgary         | Tweemansbob | Melbārdis                          |
| 21 december 2014 | Calgary         | Viermansbob | Melbārdis, Vilkaste, Strenga       |
| 24 januari 2015  | Sankt Moritz    | Tweemansbob | Melbārdis                          |
| 25 januari 2015  | Sankt Moritz    | Viermansbob | Melbārdis, Vilkaste, Strenga       |
| 1 februari 2015  | La Plagne       | Viermansbob | Melbārdis, Vilkaste, Strenga       |
| 8 februari 2015  | Igls            | Viermansbob | Melbārdis, Vilkaste, Strenga       |